# Стародубцева, Юлия Владимировна
Юлия Владимировна Стародубцева (укр. Юлія Володимирівна Стародубцева; род. 17 февраля 2000, Каховка, Херсонская область) — украинская профессиональная теннисистка, победительница 7 турниров ITF (из них 4 в одиночном разряде) .

## Профессиональная карьера
Юлия родилась в 2000 году в городе Каховка. Начала заниматься теннисом в возрасте 10 лет. Выигрывала национальные чемпионаты в одиночном, парном разрядах и в миксте. В 2016 году стала победительницей на взрослом чемпионате Украины. После этого отложила профессиональную карьеру и в 2017 году поступила в университет в США.
С 2017 по 2022 годы выступала за «Lady Monarchs» университета Олд Доминион.

### ITF-тур

#### 2023
До 2024 года играла преимущественно на турнирах ITF Women’s World Tennis Tour, выиграла четыре титула в одиночном и три в парном разрядах.
В 2022 году, в начале военного конфликта, находилась в США. Младшая сестра оставалась в Каховке, но Юлия помогла сестре поступить в образовательное учреждение США и переехать. Мама уехала в Ирландию.
В июле 2023 года выиграла 3-й титул на ITF в Далласе.

### WTA-тур

#### 2024

##### Australian Open - Grand Slam - Мельбурн, Австралия • 14-28 января 2024 • хард
В январе 2024 года, преодолев квалификацию, дебютировала на Открытом чемпионате Австралии 2024 года, где проиграла в первом раунде Онс Жабер из Туниса.
В рейтинге WTA по состоянию на последнюю неделю февраля 2024 года Юлия установила личный рекорд, разместившись на 130-м месте.

##### Roland Garros - Grand Slam - Париж, Франция • 26 мая - 9 июня 2024 • грунт
В мае 2024 года Стародубцева выиграла квалификацию на Открытый чемпионат Франции, но в первом круге уступила испанской спортсменке Кристине Букше в двух сетах.

##### The Championships, Wimbledon - Grand Slam - Лондон, Великобритания • 1-14 июля 2024 • трава
В конце июня 2024 года Стародубцева прошла квалификацию на Уимблдон, где в своем дебютном матче обыграла бельгийку Алисон ван Эйтванк 6:4, 6:3, а во втором круге уступила новозеландке Лулу Сун – 6:4, 3:6, 2:6. 

##### US Open - Grand Slam - Нью-Йорк, США • 26 августа - 8 сентября 2024 • хард
В том же году она завоевала право принять участие в Открытом чемпионате США. Стародубцева пробилась в основу US Open из квалификации: в решающем матче турнира она одолела британку Соней Картал (2:6, 6:3, 6:3), но в первом круге проиграла Виктории Азаренко.

##### China Open - WTA 1000 - Пекин, Китай • 25 сентября - 6 октября 2024 • хард
На турнире WTA 1000 в Пекине, прошла в 1/4 финала, став седьмой теннисисткой за последние 15 лет, которой удалось выйти в 1/4 финала на дебютном турнире WTA 1000.

#### 2025

##### Australian Open - Grand Slam - Мельбурн, Австралия • 14-28 января 2025 • хард
Юлия Стародубцева второй год подряд сыграла в основной сетке Открытого чемпионата Австралии и вновь не смогла преодолеть стартовый раунд. Всего для нее это был шестой матч на "мэйджорах", в котором она боролась за свою вторую победу .

##### Roland Garros - Grand Slam - Париж, Франция • 25 мая - 8 июня 2025 • грунт
Украинская теннисистка Юлия Стародубцева впервые сыграла в третьем круге на турнире Grand Slam 30 мая 2025. Также это был первый матч для Стародубцевой против соперницы из топ-10 мирового рейтинга.
Юлии не удалось прервать победную серию Паолини, которая перед Ролан Гаррос выиграла титул WTA 1000 в Риме. Напомним, что в прошлом году итальянка смогла дойти до финала соревнований в Париже.
Стародубцева продолжит выступление на Ролан Гаррос в парном разряде вместе с чешкой Анастасией Децюк. .

##### The Championships, Wimbledon - Grand Slam - Лондон, Великобритания • 30 июня - 13 июля 2025 • трава
Украинская теннисистка взяла реванш у Джонс за поражение в предыдущем сезоне на турнире WTA 125 в Сан-Луис-Потоси.
Стародубцева во второй раз выступает на Уимблдоне. В прошлом сезоне она преодолела квалификацию и дошла до второго круга.
Следующей соперницей Юлии будет Людмила Самсонова (-, 19). В апреле украинка победила в их противостоянии на грунтовом турнире WTA 1000 в Мадриде .

##### Omnium National Bank Open presented by Rogers - WTA 1000 - Монреаль, Канада • 27 июля - 7 августа 2025 • хард
Первый круг
Юлия Стародубцева (Украина) - Ван Яфань (Китай, Q) 6:7(6), 6:4, 6:4.
В первом сете Стародубцева на тай-брейке упустила сетбол, ведя 6-5, а в решающем сете ей удалось совершить камбэк, проигрывая со счетом 1:4. Украинка провела на корте почти три с половиной часа. Юлия во второй раз обыграла Ван Яфань. В 2023 году теннисистки встречались в финале турнира ITF в Далласе.
Следующей соперницей украинки в Монреале будет Магдалена Френх (Польша, WTA 21).  .
Во втором круге  турнира WTA 1000 в Монреале Юлия Стародубцева (Украина, WTA 73) в шикарном и зрелищном матче победила Магдалену Френх (Польша, WTA 21) 6:1, 6:1. Англоязычный комментатор был в полном восторге от этого матча и игры Юлии. Он несколько раз повторил что это был сказочный матч и лучший матч в карьере Юлии Стародубцевой. 
Ее следующей оппоненткой будет Клара Таусон (Дания, WTA 19), которая посеяна под 16-м номером. Юлия стала третьей представительницей Украины после Марты Костюк и Даяны Ястремской, которой удалось выйти в 1/16 финала на кортах Монреаля-2025. .

## Итоговое место в рейтинге WTA по годам
| Год  | Одиночный рейтинг | Парный рейтинг |
| 2024 | 101               | 313            |
| 2023 | 151               | 166            |
| 2022 | -                 | -              |
| 2021 | -                 | -              |
| 2020 | -                 | -              |
| 2019 | -                 | -              |
| 2018 | -                 | -              |
| 2017 | 1082              | 1145           |
| 2016 | 1160              |                |